# Gottfried Wagner (Regisseur)

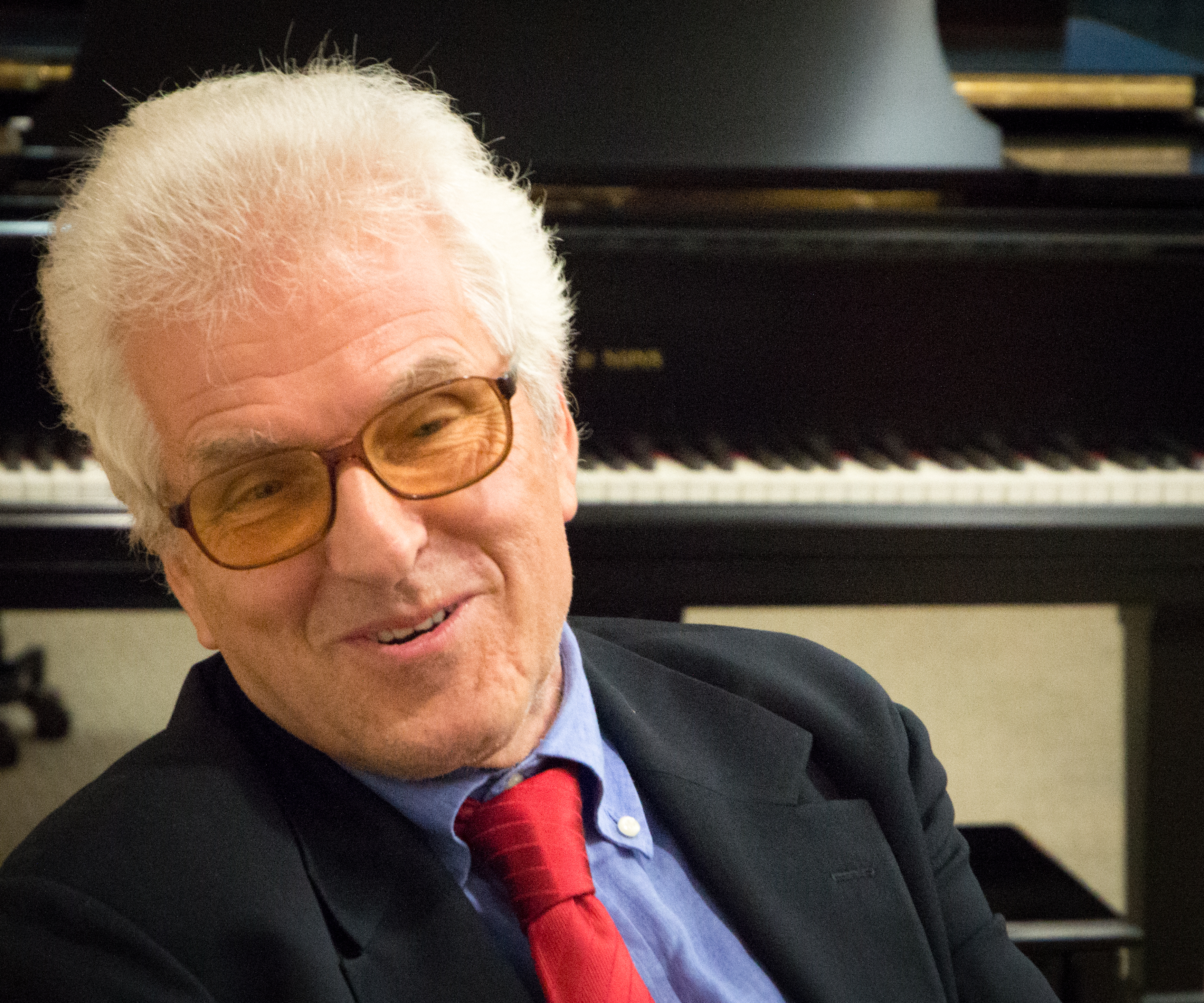
Gottfried Wagner (2013)

Gottfried Helferich Wagner (* 13. April 1947 in Bayreuth) ist ein deutscher Regisseur und Publizist.

## Leben
Gottfried Wagner ist der Sohn von Ellen Drexel und Wolfgang Wagner, Urenkel von Richard Wagner sowie Ururenkel von Franz Liszt. Er promovierte über Kurt Weill und Bertolt Brecht. In zahlreichen Veröffentlichungen befasste er sich vor allem mit der deutschen Kultur und Politik sowie der jüdischen Geschichte im 19. und 20. Jahrhundert. Gottfried Wagner ist seit 1992 Mitbegründer der Post-Holocaust-Dialog-Gruppe. Seit 1993 lebt er in Italien. Er ist Mitglied im PEN-Zentrum Deutschland.
Er hat sich mit der Familie seines Vaters überworfen und trat öffentlich durch Kritik an der Verstrickung der Wagner-Familie mit dem NS-Regime hervor. In seinem Buch Du sollst keine anderen Götter haben neben mir. Richard Wagner – Ein Minenfeld (2013) stelle Wagner, so Wolfram Goertz, „fast alles an seinem Ahnherrn“ als „widerlich“ dar, „sein Wesen, seine Stoffe, seine Wirkung.“ Goertz weiter: „Dass Wagner in vielen Facetten seines Lebens und Wirkens eklig war, ist sattsam bekannt. Der Schreibduktus des Nachgeborenen wirkt aber vor allem wie das Resultat einer Verkaufsstrategie.“

## Veröffentlichungen
- Gottfried Wagner: Wer nicht mit dem Wolf heult. Autobiographische Aufzeichnungen eines Wagner-Urenkels. Vorwort von Ralph Giordano. Kiepenheuer & Witsch, Köln 1997, ISBN 3-462-02622-4.
- Gottfried Wagner, Abraham J. Peck: Unsere Stunde Null. Deutsche und Juden nach 1945. Familiengeschichte, Holocaust und Neubeginn. Böhlau, Köln 2006, ISBN 3-205-77335-7.
- Gottfried Wagner: Du sollst keine anderen Götter haben neben mir. Richard Wagner – Ein Minenfeld. Propyläen, Berlin 2013, ISBN 978-3-549-07441-1.[3]